# 58534 로고스

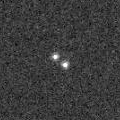

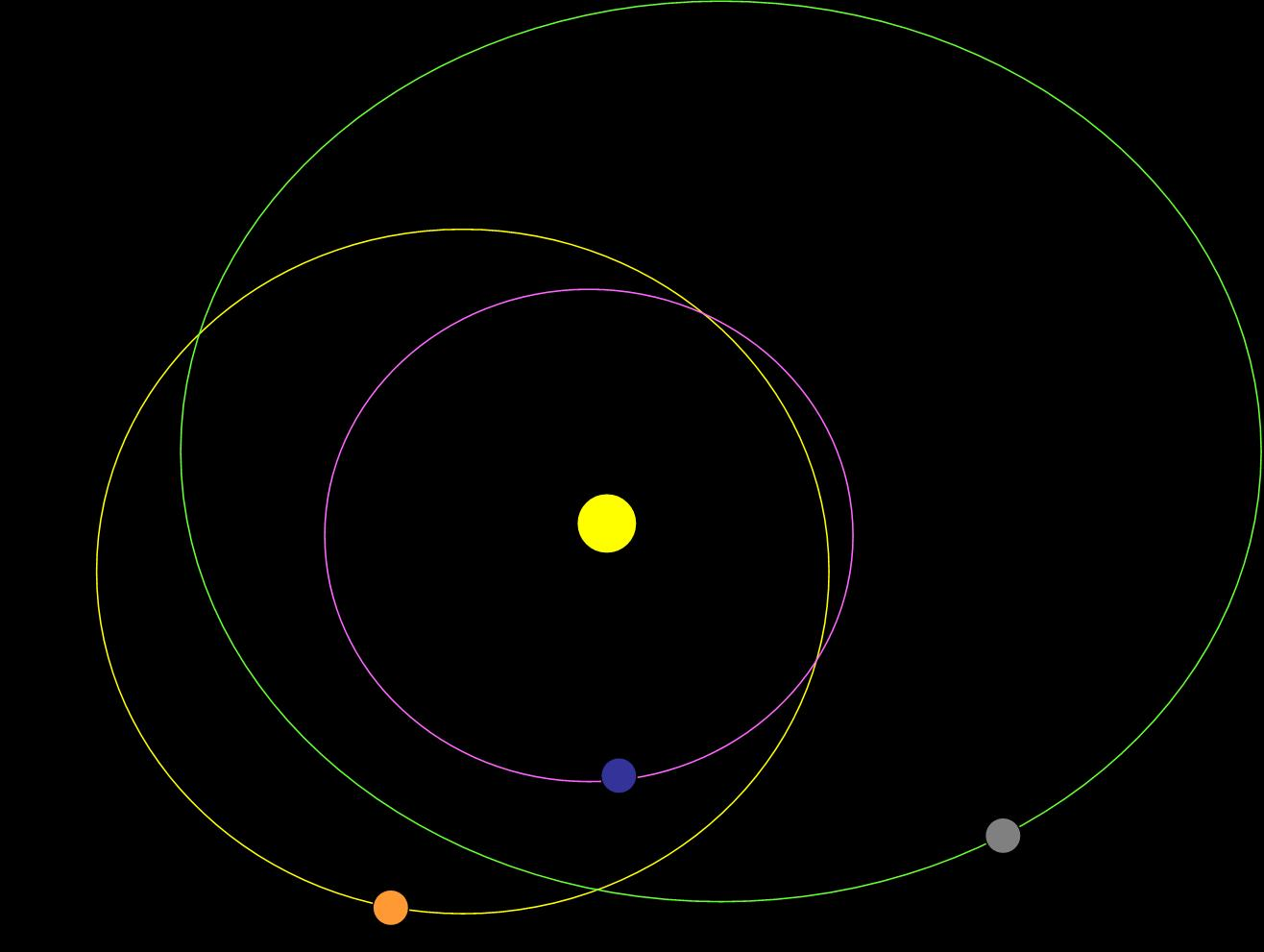
로고스의 궤도. 회색이 로고스이다.

58534 로고스(58534 Logos)는 지름이 약 77km 카이퍼 벨트 천체 쌍성계이다. Zoe라는 66km 위성이 있으며, 1997년 2월 24일에 발견되었다. 마우나케아 천문대에서 발견되었으며, 임시 이름은 1997 CQ29였다. 궤도지름은 약 388AU이다.
조이라는 달은 2001년 11월 17일에 발견되었고, 발견 후 S/2001 (58534) 1가 부여되었다.